# Sara Alberti
Sara Alberti (Brescia, 3 gennaio 1993) è una pallavolista italiana, centrale del Chieri '76.

## Carriera
La carriera di Sala Alberti inizia nel 2001 nelle giovanili della Pallavolo Nave, per poi passare nel 2007 all'Iseo Volley, sempre nelle giovanili. Nella stagione 2009-10 viene ingaggiata dal Volley Bergamo, con cui partecipa al campionato di Serie B2: al club orobico resta legata per tre stagioni, partecipando alla Serie B1 nella stagione 2011-12 e ottenendo anche qualche convocazione in prima squadra in Serie A1; in questo periodo fa parte delle nazionali giovanili italiane e con quella Under-20 vince la medaglia d'oro al campionato mondiale Under-20 2011.
Nella stagione 2012-13 viene ingaggiata dal Promoball Volleyball Flero, in Serie A2, con cui al termine della stagione 2013-14 ottiene la promozione in Serie A1, categoria dove militerà nell'annata successiva vestendo la maglia della stessa società; nel 2013 oltre alla nazionale Under-23, ottiene le prime convocazioni nella nazionale maggiore.
Nella stagione 2015-16 passa alla Savino Del Bene, mentre in quella successiva è all'AGIL di Novara, con cui si aggiudica lo scudetto. Per il campionato 2017-18 si accasa al San Casciano, dove resta per quattro annate, per poi difendere nuovamente i colori della Savino Del Bene, nella stagione 2021-22, vincendo la Challenge Cup 2021-22 e la Coppa CEV 2022-23. Nell'annata 2024-25 firma per il Chieri '76, sempre in Serie A1.

## Palmarès

### Club
- Campionato italiano: 1

2016-17
- Coppa CEV: 1

2022-23
- Challenge Cup: 1

2021-22

### Nazionale (competizioni minori)
- Campionato mondiale Under-20 2011
- Montreux Volley Masters 2019